# Derectaotus nigrovittatus
Derectaotus nigrovittatus is een rechtvleugelig insect uit de familie Mogoplistidae. De wetenschappelijke naam van deze soort is voor het eerst geldig gepubliceerd in 1961 door Lucien Chopard.